# 陳國君主列表
本列表記述陳國歷代君主。

## 陳國君主列表及在位年份
| 位數 | 君主諡號 | 姓名          | 登位時間   | 退位時間    | 在位年數 | 備註 |
| ---- | -------- | ------------- | ---------- | ----------- | -------- | --- |
| 1    | 陳胡公   | 媯滿          | 前1045年   | 前986年     | 60年     | 媯滿，又稱胡公滿。由於西周初年，周武王實行三恪之制，因為媯滿是上古賢君舜後裔的緣故，而被周武王封於陳（今河南省淮陽縣），在那個地方當了國君，成為「陳國」首位君主。 |
| 2    | 陳申公   | 媯犀侯        | 前985年    | 前961年     | 25年     | 媯犀侯，他是陳胡公之子，由於承襲父之位而得國統，是為陳申公，執政25年。死後，由胞弟媯皋羊繼承國統。 |
| 3    | 陳相公   | 媯皋羊        | 前960年    | 前939年     | 22年     | 媯皋羊， 他是陳胡公之子，申公之弟， 承襲兄長之位而得國統， 執政22年。 死後，將國統交還申公之子媯皋羊。 |
| 4    | 陳孝公   | 媯突          | 前938年    | 前905年     | 34年     | 媯突，他是陳申公之子，陳相公 之侄。由於承襲兄長之位而得國統， 是為 孝公 ，執政22年。 |
| 5    | 陳慎公   | 媯戎          | 前904年    | 前855年     | 50年     | 媯戎，他是孝公之子， 由於承襲父之位而得國統，是為 陳慎公 ， 執政50年。 |
| 6    | 陳幽公   | 媯寧          | 前854年    | 前832年     | 23年     | 媯寧，他是 陳慎公 之子， 由於承襲父之位而得國統，是為 陳幽公 ， 執政23年。 |
| 7    | 陳僖公   | 媯孝          | 前831年    | 前796年     | 36年     | 媯孝，他是 陳幽公 之子， 由於承襲父之位而得國統，是為 陳僖公 （或稱陳釐公），執政36年。 |
| 8    | 陳武公   | 媯靈          | 前795年    | 前781年     | 15年     | 媯靈，他是 陳僖公 之子， 由於承襲父之位而得國統，是為 陳武公 ，執政15年。 |
| 9    | 陳夷公   | 媯說          | 前780年    | 前778年     | 3年      | 媯說，他是 陳武公 之子， 由於承襲父之位而得國統，是為 陳夷公 ，執政3年。 |
| 10   | 陳平公   | 媯燮          | 前777年    | 前755年     | 23年     | 媯燮，他是 陳武公 之子， 陳夷公 之弟， 由於承襲兄長之位而得國統，是為 陳平公 ，執政23年。 |
| 11   | 陳文公   | 媯圉（Yǔ）    | 前754年    | 前745年     | 10年     | 媯圉， 他是 陳平公 之子， 由於承襲兄長之位而得國統，是為 陳文公 ，執政10年。 |
| 13   | 陳桓公   | 鮑            | 前744年    | 前707年     | 38年     | 媯鮑， 他是 陳文公 之子， 由於承襲父之位而得國統，是為 陳桓公 ，執政38年。 |
| 14   | -        | 陳佗 （媯佗） | 前707年    | 前706年     | 8月      | 媯佗（ 一名他），又稱為五父。 媯佗是 陳文公 之子， 陳桓公之弟。前707年正月，他趁其兄長陳桓公媯鮑病，殺死桓公太子免，自立。一年後（前706年）八月為蔡國人所殺，在位期間為前707年正月至前706年八月， 執政20個月。 |
| 15   | 陳厲公   | 媯躍          | 前706年    | 前700年     | 7年      | 媯躍，他是陳桓公兒子，太子免之弟。 叔父陳君他殺太子免篡位自立， 陳君他被蔡國人所殺之後， 公子媯躍被鄭國和蔡國兩國擁立為陳之國君，是為陳厲公。 他的妻子與蔡國人通姦，他在蔡國境內遭人殺害，執政7年。後來，因為他的兒子陳完無法繼位，而且為避禍出奔齊國，改為田氏，子孫在齊國紮根並成為齊王，為戰國七雄之一，史稱田氏代齊。 |
| 17   | 陳莊公   | 媯林          | 前699年    | 前693年     | 7年      | 媯林，是 陳桓公兒子， 陳厲公 之弟。由於其兄在蔡國境內遭害後，加上侄子陳完 為避禍出奔齊國而無法繼位的時機下，他被國人立為陳國的君主，是 陳莊公 ， 執政7年。 |
| 18   | 陳宣公   | 媯杵臼        | 前692年    | 前648年     | 45年     | 媯杵臼， 是 陳桓公兒子， 陳莊公 之弟。早年經歷逃亡的生涯，由於兄長太子免遭遇叔父 佗 的殺害， 叔父 佗 篡位不到2年就被蔡國人所殺後，才結束了逃亡生涯，返回陳國。 但是，後來二哥陳厲公媯躍在位的第七年，卻在蔡國境內遭害了，而陳國的國統由三哥 陳莊公 媯林來繼承。直至，陳國幾經波折， 他從 陳莊公 的手中繼承國統，是為 陳宣公， 陳國王室的命運可以說是幾經波折。 他在位期間，多次參加齊桓公主持的會盟，其中包括召陵之盟。他與齊國、魯國等強國的關係和諧。 可是，他在晚年殺太子禦寇而改立寵姬之子款，導致國內混亂。他執政45年，死後，由兒子媯款即位。 |
| 19   | 陳穆公   | 媯款          | 前647年    | 前632年     | 16年     | 媯款，是陳宣公之子， 由於承襲父之位而得國統，是為 陳穆公 ，執政16年。 |
| 20   | 陳共公   | 媯朔          | 前631年    | 前614年     | 18年     | 媯朔，是陳穆公之子， 由於承襲父之位而得國統，是為 陳共公 ，執政18年。 |
| 21   | 靈公     | 媯平國        | 前613年    | 前599年     | 15年     | 媯平國，是陳共公之子， 是為陳靈公。他在位期間，和大夫孔寧、儀行父都與夏姬通姦，後遭致夏姬之子夏征舒的刺殺，陳國再次出現內亂。他執政15年，死後國統落入 徵舒 的手中。 |
| 22   | -        | 夏徵舒        | 前599      | 前599       | 数月     | 夏徵舒 ，他是陳宣公的曾孙，他的母為鄭穆公之女，即大名鼎鼎的美女夏姬。 由於，他的母親夏姬與陳靈公和大夫孔寧、儀行父通姦，之後又被陳靈公侮辱。所以，他弒君簒位，自立為陳國的君主。但是， 後來楚莊王出兵伐陳，車裂夏徵舒。 |
| 23   | 陳成公   | 媯午          | 前598年    | 前569年     | 30年     | 媯午，是陳靈公之子， 弒君簒位的 徵舒 被楚人殺後， 楚莊王本來想將陳國併為郡縣。但是，後來經過申申叔時的建議，楚莊王才改立太子午為陳侯，是為 陳成公 。執政30年，死後其子媯弱繼承國統。 |
| 24   | 陳哀公   | 媯弱          | 前568年    | 前534年     | 35年     | 媯弱，是 陳成公 之子， 由於承襲父之位而得國統，是為 陳哀公 ，執政35年。 |
| 25   | -        | 公子留        | 前534年3月 | 前534年11月 | 9月      | 媯留，是 陳哀公 之子， 在其父病重時，他叔叔公子招（司徒招）和公子過，派人刺殺了他的兄長太子偃師。而且，他父親陳哀公也上吊自殺了，他也因此而被位。這件事引起了楚靈王的干涉，使陳國一度滅亡。前529年，悼太子的兒子陳惠公復國。執政共9個月。 |
| 26   | -        | 穿封戌        | 前533年    | 前529年     | 5年      | 穿封戌，是楚國的將領。楚靈王即位後，依然重用為征討陳國的統帥。陳國滅亡後，由他駐守陳地，稱陳公。後來，楚平王時為了外交考量，立陳惠公，恢復陳國。執政5年。 |
| 27   | 陳惠公   | 媯吳          | 前529年    | 前506年     | 28年     | 媯吳，是陳哀公之孫， 楚平王即位時，為了外交考量， 恢復陳國， 媯吳陳國的國君，是為 陳惠公 。執政28年。 |
| 28   | 陳懷公   | 媯柳          | 前505年    | 前502年     | 4年      | 媯柳，是陳惠公之子，由於繼承父為位而得國統，是 為陳懷公 。執政4年。 |
| 29   | 陳閔公   | 媯越          | 前501年    | 前478年     | 24年     | 媯越， 是陳懷公之子，由於繼承父為位而得國統，是為陳懷公 。執政24年，後來國家被楚國所滅。 |